# María Luisa López Fernández
María Luisa López Fernández (Madrid, 6 de agosto de 1940) es una botánica y catedrática española. Es la primera mujer doctora en Farmacia en la Universidad de Navarra. Catedrática de Botánica en la Universidad del País Vasco y en la Universidad de Navarra.

## Biografía
Sus padres tuvieron seis hijos, de los cuales dos fallecieron al nacer. Mª Luisa fue la primogénita. Realizó sus estudios en el colegio de Cristo Rey, continuándolos en las Escolapias y en el Instituto Lope de Vega.  Entre los siete y los catorce años veraneó en una pequeña central eléctrica, a orillas del río Lozoya, lo que le permitió tener un contacto directo con la naturaleza. Tras licenciarse en Farmacia en la Universidad Complutense de Madrid donde fue alumna de Salvador Rivas Goday, inició sus estudios de doctorado en el Instituto A. J. Cavanilles (CSIC), y defendió su tesis doctoral en la Universidad de Navarra, donde fue la primera doctora en Farmacia de dicha universidad. Su tesis, dirigida por Salvador Rivas Martínez, versó sobre la "Vegetación y Flora de las sierras de Urbasa, Andía, Santiago de Lóquiz y El Perdón, Navarra”.
Continuó su labor docente como Profesora Agregada de Botánica de la Universidad de Santiago de Compostela (1973) y Catedrática de Botánica de la Universidad del País Vasco (1981). Regresó definitivamente a Pamplona, para continuar dando clase en el Departamento de Botánica, de la Facultad de Ciencias Biológicas de la Universidad de Navarra hasta su jubilación (1976-2010).

## Publicaciones
- maría luisa lópez Fernández, Sebastián Piñas. 2008. Clasificación bioclimática mundial y cartografía bioclimática de la España peninsular y Balear. Vol. 17 de Publicaciones de biología de la Universidad de Navarra: Serie botánica. Editor Servicio de Publicaciones de la Univ. de Navarra, 260 pp.

- rita yolanda Cavero Remón, maría luisa lópez Fernández. 2007. Botánica de laboratorio. Ciencias biológicas. Editor EUNSA, 156 pp. ISBN 8431324317, ISBN 9788431324315

- maría luisa lópez Fernández. 1999. Organografía cormofítica de espermafitas'. Libros de biología. 4ª edición de Eunsa, 179 pp. ISBN 8431305584, ISBN 9788431305581

- rita yolanda Cavero Remón, maría luisa lópez Fernández. 1996. Botánica Práctica. Ciencias Biológicas. Edición ilustrada de Eunsa, 156 pp. ISBN 843131446X, ISBN 9788431314460

- ----------------------------------, ----------------------------------. 1993. Contenido y evolución de 68 elementos químicos en el sistema planta-suelo del cultivo del pimiento "Piquillo de Lodosa" en Navarra. Vol. 9 de Publicaciones de Biología de la Universidad de Navarra: Serie botánica, Universidad de Navarra Pamplona, ISSN 1130-9113 252 pp. Ed. Servicio de Publ. de la Univ. de Navarra

- maría luisa lópez Fernández. 1991. Cartografía de la flora navarra: aportaciones del Departamento de Botánica de la Universidad de Navarra a las X Jornadas de Fitosociologia: Cartografía Vegetal, Granada. Vol. 1 y 8 de Publicaciones de biología de la Universidad de Navarra: Serie botánica. Ed. Servicio de Publicaciones de la Univ. de Navarra, 459 pp.

- ----------------------------------. 1986. Embryobionta: briofitos, helechos, espermafitas. Ed. María L. López, 211 pp.

- r. Álvarez Calviño, maría luisa lópez Fernández. 1986. Distribución y ecología de Echinospartum horridum (Vahl) Rothm. en Navarra. Pub. Biol. Univ. Navarra, Ser. Bot, 6: 49-51

- carmen ursúa Sesma, lourdes garde Navarro, maría luisa lópez Fernández, a. ederra Induráin, s. lópez Fernández. 1985. Paisaje vegetal y espectro ecológico de dos municipios navarros (España). Vol. 5 de Publicaciones de Biología: Serie botánica. Ed. Univ. de Navarra, 44 pp. ISBN 8431308850, ISBN 9788431308858

- maría luisa lópez Fernández, carmen ursúa Sesma, lourdes garde Navarro. 1991. Prácticas de botánica. Ed. Universidad, 94 pp. ISBN 8460032663, ISBN 9788460032663

- carmen ursúa Sesma, maría luisa lópez Fernández, lourdes garde Navarro. 1983. Flora vascular del término municipal de Milagro. Vol. 2 de Publicaciones de biología de la Univ. de Navarra: Serie botánica. Edición reimpresa de EUNSA, 69 pp. ISBN 8431307927, ISBN 9788431307929

- maría luisa lópez Fernández. 1979. Trabajos de botánica. Ed. Univ. de Navarra, Facultad de Ciencias Biológicas, Departamento de Botánica, 1979

- e. fuertes Lasala, maría luisa lópez Fernández. 1975. Flora briofitica navarra. I. Sierra del Perdón y Sierra de Alaiz. Anales Inst. Bot. Cavanilles 32 { 1): 125-144

- a. Acuña, c. Casas, m. Costa, e. fuertes Lasala, m. ladero, maría luisa lópez Fernández, r.m. Simo, j. Varo. 1975. Aportaciones al conocimiento de la flora briológica española. Notula I: el Cabo de Gata (Almena) 31 (2): 59-95

- La abreviatura «López Fern.» se emplea para indicar a María Luisa López Fernández como autoridad en la descripción y clasificación científica de los vegetales.[4]